# Rivolta del Rum
La rivolta del Rum (o ribellione del Rum; in inglese: Rum Rebellion) del 1808 fu un colpo di stato organizzato dal New South Wales Corps dell'allora colonia penale britannica del Nuovo Galles del Sud per deporre il governatore William Bligh. Primo e unico colpo di stato militare australiano, la sua denominazione particolare deriva dal commercio clandestino di rum nella vecchia Sydney su cui il "Rum Corps" (come era stato soprannominato il sopracitato battaglione) manteneva il monopolio. Durante la prima metà del 19º secolo, in Australia questo evento era noto come la Grande Ribellione.
Bligh, un ex capitano della Royal Navy noto per essere stato deposto dalla sua ciurma durante l'ammutinamento del Bounty, era stato nominato governatore nel 1805 per tenere sotto controllo il battaglione. Nei due anni successivi, Bligh si fece molti nemici non solo nell'élite militare di Sydney, ma anche fra diversi civili influenti, in particolare John Macarthur, che più tardi collaborò con il maggiore George Johnston nell'organizzare un'insurrezione armata. Il 26 gennaio 1808, 400 soldati marciarono contro il Palazzo del Governo e arrestarono Blight: il governatore fu tenuto prigioniero a Sydney, poi a bordo di una nave al largo di Hobart (nella terra di Van Diemen) per i successivi due anni mentre Johnston agiva come nuovo Luogotenente Governatore del Nuovo Galles del Sud. I militari mantennero il controllo fino all'arrivo dalla Gran Bretagna, nel 1810, del maggiore generale Lachlan Macquarie, che subentrò come governatore.

## Nomina di Bligh a governatore
Nel 1805, William Bligh succedette a Philip Gidley King come quarto governatore del Nuovo Galles del Sud su offerta di Sir Joseph Banks. Ufficiale di marina, Bligh era ben noto per il suo ruolo nell'ammutinamento del Bounty, durante il quale era stato deposto dall'equipaggio in rivolta. È probabile che sia stato effettivamente scelto dal governo britannico per via della sua reputazione da leader duro e severo e che ci si aspettasse fosse perfettamente in grado di tenere a bada il battaglione dissidente del New South Wales Corps, compito in cui i suoi predecessori avevano fallito. Bligh partì per Sydney con sua figlia, Mary Putland, e il marito di lei: il tenente John Putland; la moglie di Bligh rimase invece in Inghilterra.
Ancora prima del suo arrivo, la leadership di Bligh portò a vari problemi con i suoi subordinati: quando l'Ammiragliato diede il comando della nave da carico HMS Porpoise e del convoglio al capitano di rango inferiore Joseph Short e affidò a Bligh il comando di una semplice nave da trasporto, la scelta fece nascere dei conflitti interni che sfociarono nella decisione da parte del Capitano Short di sparare alcuni colpi di avvertimento contro la nave di Bligh nel tentativo di costringerlo a obbedire ai suoi segnali fino ad allora ignorati. Non avendo riscosso alcun successo, Short si interrogò sulla possibilità di dare l'ordine al tenente Putland di aprire il fuoco sulla nave di Bligh una terza volta, ma alla fine decise di rinunciare. Più tardi Bligh salì a bordo della Porpoise e prese il controllo del convoglio.
Una volta arrivati a Sydney, Bligh, supportato dalle dichiarazioni di due degli ufficiali di Short, aveva rimosso Short dalla carica di capitano della Porpoise sostituendolo con il suo genero, annullato la concessione di 240 ettari di terra promessi a Short come compenso per il viaggio e rispedito il collega in Inghilterra per sottoporlo alla corte marziale, da cui l'uomo fu poi assolto. Il presidente della corte, Sir Isaac Coffin, scrisse all'Ammiragliato e fece diverse gravi accuse contro Bligh, inclusa quella di aver influenzato gli ufficiali a testimoniare contro Short. Per mettere a tacere le accuse, la moglie di Bligh ottenne una dichiarazione da uno degli ufficiali che negava il fatto, mentre Banks e altri sostenitori di Bligh fecero con successo pressioni per evitare che la carica di governatore fosse rimossa.

### Arrivo a Sidney

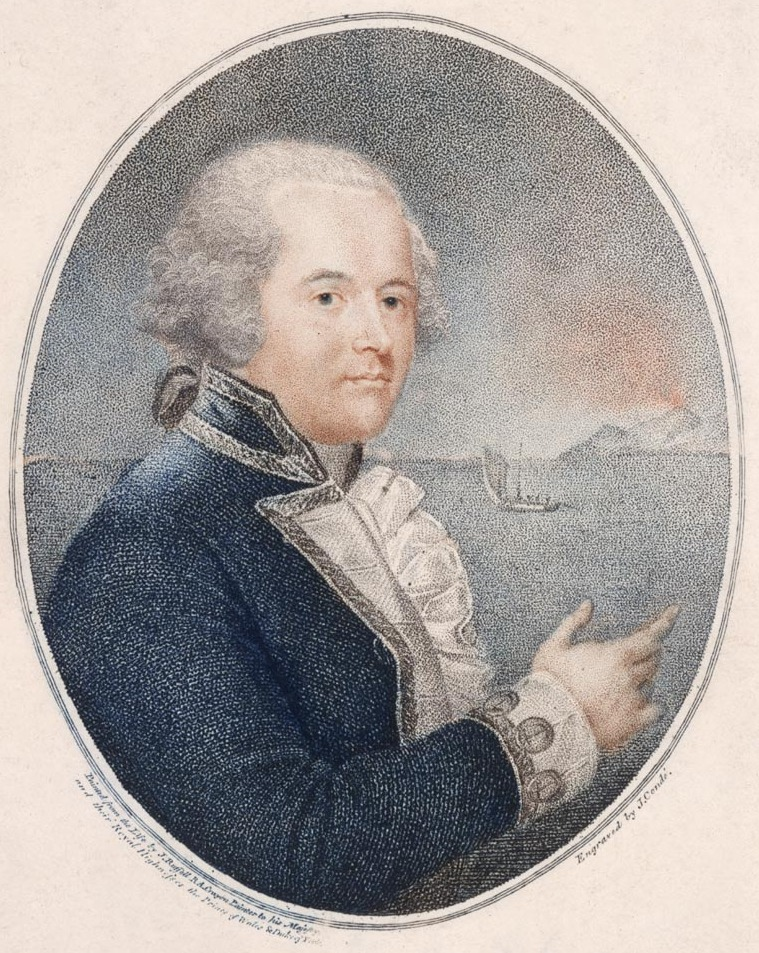
William Bligh

Subito dopo il suo arrivo a Sydney, nell'agosto 1806, Bligh ricevette un discorso di benvenuto firmato dal maggiore George Johnston a nome dell'esercito, da Richard Atkins a nome degli ufficiali civili e da John Macarthur da parte dei coloni liberi. Tuttavia, non molto tempo dopo, Bligh ricevette anche un totale di 369 firme (molte delle quali accompagnate solo da una croce) da parte di coloni liberi e liberati di Sydney e della regione del fiume Hawkesbury che esprimevano il loro disappunto per il fatto che Macarthur non li rappresentasse veramente, in quanto responsabile di alcune manovre commerciali risultate nell'aumento dei prezzi del montone.
Una delle prime deliberazioni di Bligh fu quella di utilizzare i magazzini e le mandrie di proprietà della colonia per fornire soccorso agli agricoltori gravemente colpiti dalle inondazioni del fiume Hawkesbury, una catastrofe che aveva messo in crisi l'economia del baratto attuata nella colonia. Le provviste furono suddivise equamente tra i più bisognosi e si provvedette a dare la possibilità di richiedere prestiti diversi dal negozio in base alla possibilità effettiva di ripagarli. Questa decisione valse a Bligh la gratitudine dei contadini, ma l'inimicizia dei commercianti nel battaglione che fino ad allora avevano tratto grandi vantaggi economici dalla situazione.
Bligh, su istruzioni dell'Ufficio Coloniale, tentò di normalizzare il commercio all'interno della colonia vietando l'uso di alcolici come metodo di pagamento per le merci. Nel 1807 Bligh scrisse una lettera all'Ufficio per comunicare le sue intenzioni con la consapevolezza che questa deliberazione avrebbe incontrato resistenza. Il 31 dicembre 1807 Robert Stewart, visconte Castlereagh, segretario di Stato per la guerra e le colonie, rispose al governatore allegando alcune istruzioni per aiutarlo a fermare il baratto di alcolici.

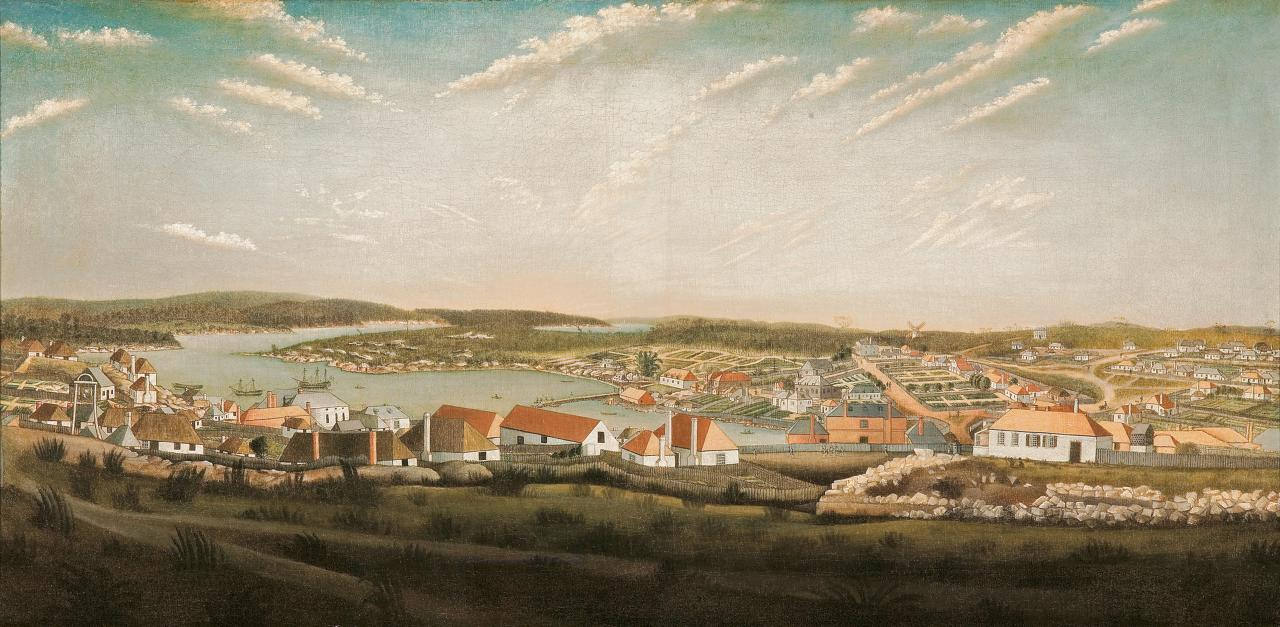
Dipinto di Sydney, 1799 circa

Nella sua opera riguardante la storia di questa ribellione, Herbert Vere Evatt riporta che: "Bligh fu autorizzato a impedire la libera importazione, a mantenere il commercio sotto il suo completo controllo, a far perseguire tutte le sanzioni contro l'importazione illegale e a introdurre a propria discrezione nuove regolamentazioni sulla vendita di alcolici". Evatt sostiene poi che l'inimicizia dei monopolisti all'interno della colonia derivò proprio da questo divieto e da altre politiche simili che diminuirono il potere dei ricchi migliorando le condizioni di vita dei coloni più poveri. Bligh mise anche fine alle concessioni di grandi porzioni di territorio alle personalità più influenti della colonia: durante il suo mandato concesse poco più di 16 km² di terreno (di cui la metà a sua figlia e se stesso).
Bligh causò ulteriori polemiche acconsentendo che un gruppo di detenuti irlandesi fosse processato per rivolta da un tribunale che includeva i loro accusatori e poi continuando a tenere tutti e otto gli imputati in arresto nonostante l'assoluzione di sei di loro. Tra le altre deliberazioni controverse vi furono il licenziamento di D'Arcy Wentworth dalla sua posizione di assistente chirurgo della colonia senza spiegazioni e la condanna di tre mercanti a un mese di reclusione e una multa per aver scritto una lettera che considerava offensiva. Bligh licenziò anche Thomas Jamison dalla magistratura, descrivendolo nel 1807 come un "nemico" del buongoverno. Jamison era allora il Chirurgo Generale del Nuovo Galles del Sud (una prestigiosa carica che deliberava nel campo della salute pubblica) e si era da tempo arricchito molto grazie al commercio marittimo e alla sua amicizia e collaborazione economica con Macarthur.
Nell'ottobre 1807 il maggiore Johnston scrisse una lettera formale di reclamo al comandante in capo dell'esercito britannico in cui denunciava il comportamento offensivo di Bligh e le sue interferenze con le truppe del New South Wales Corps. In questo periodo, dunque, Bligh si era ormai inimicato moltissimi dei cittadini più abbienti e influenti della colonia, oltre ad una fascia di cittadini meno ricchi e prestigiosi che aveva danneggiato con una deliberazione che ordinava a coloro che abitavano terreni di proprietà del governo all'interno di Sydney di abbattere le proprie case.

### Ostilità tra Bligh e Macarthur

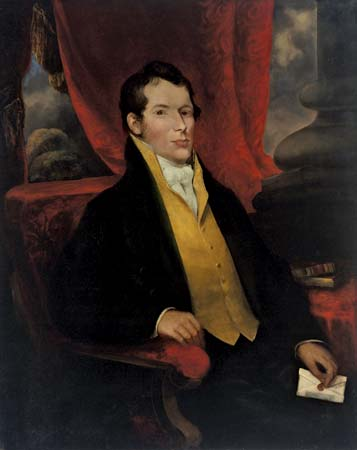
John Macarthur

Macarthur era entrato a far parte del New South Wales Corps nel 1790 come luogotenente e nel 1805 aveva ormai un'enorme quantità di interessi agricoli e commerciali all'interno della colonia. Anche prima dell'arrivo di Bligh, aveva avuto delle divergenze con i precedenti governatori e combattuto tre duelli.
Gli interessi di Bligh e Macarthur si scontrarono in diversi modi: prima di tutto, Bligh aveva impedito a Macarthur di distribuire a buon mercato grandi quantità di rum all'interno del suo battaglione e fermato la presunta importazione illegale di alambicchi da parte di Macarthur. L'interesse di Macarthur in un'area di terra concessagli dal precedente governatore King, poi, era in conflitto con i progetti urbanistici di Bligh. I due uomini erano infine coinvolti in numerose altre dispute, compresa un questione sui regolamenti di sbarco: nel giugno 1807, infatti, un detenuto si era nascosto sulla goletta Paramatta di proprietà di Macarthur e grazie a questa era riuscito a fuggire da Sydney. Quando nel dicembre 1807 la Parramatta tornò nella capitale, Macarthur fu accusato di essere venuto meno al giuramento che proibiva ai comandanti e ai proprietari delle imbarcazioni di aiutare i prigionieri a fuggire dalla colonia.
Bligh fece emettere a Richard Atkins, capo della magistratura militare, un ordine per Macarthur di comparire in giudizio per l'infrazione al giuramento avvenuta il 15 dicembre 1807. Macarthur disobbedì all'ordine, fu arrestato e rimesso in libertà su cauzione, per poi non presentarsi alla successiva seduta del tribunale penale di Sydney il 25 gennaio 1808. Atkins non accettò la polemica dell'imputato, ma la protesta di Macarthur ebbe il sostegno degli altri sei membri della corte, tutti ufficiali del New South Wales Corps. Macarthur mise in dubbio l'idoneità di Atkins a giudicarlo in quanto suo debitore e nemico inveterato, così, senza la presenza del giudice, il processo non poté aver luogo e il tribunale si sciolse.
Successivamente Bligh accusò i sei ufficiali dell'equivalente di un ammutinamento e convocò Johnston per venire a risolvere la questione. In risposta Johnston affermò di essere impossibilitato a raggiungerlo in quanto ancora infortunato a causa di un incidente in calesse avvenuto la sera del 24 gennaio mentre ritornava ad Annandale dopo una cena con gli ufficiali del Corpo.

## Rovesciamento del governatore Bligh

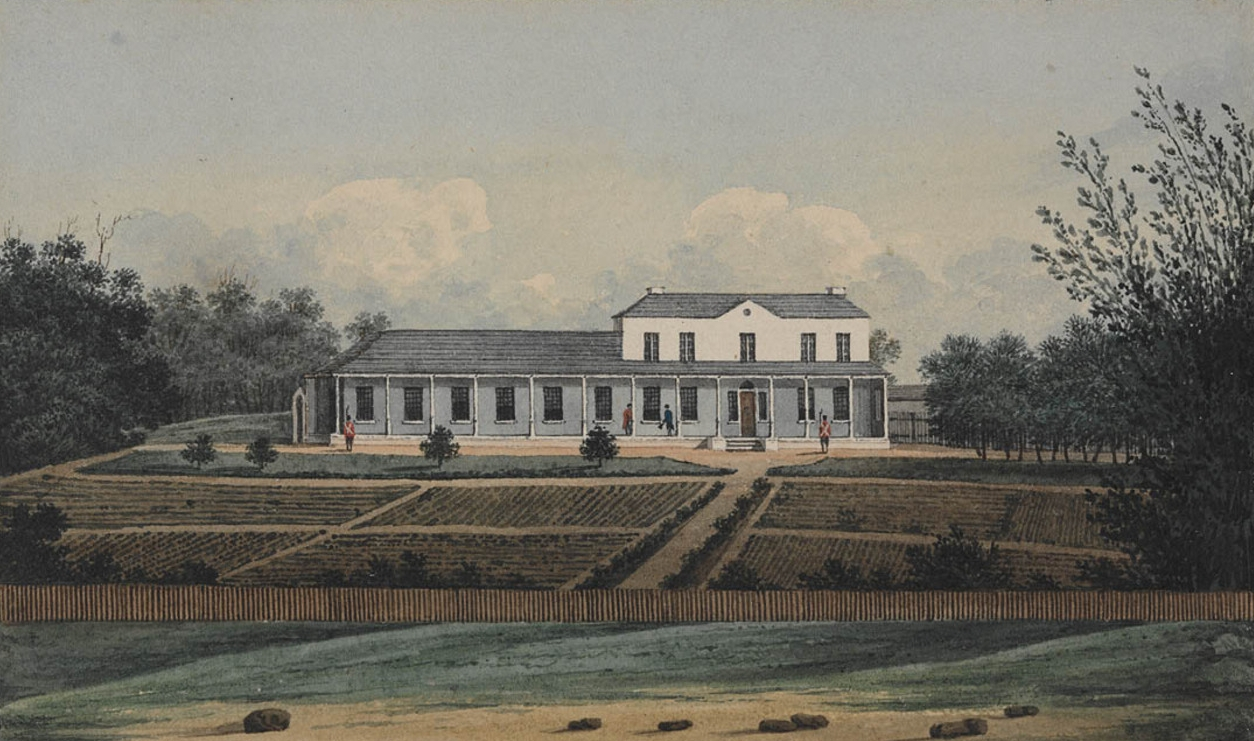
Disegno ad acquerello della First Government House di Sydney, 1809 circa

La mattina del 26 gennaio 1808, Bligh ordinò nuovamente l'arresto di Macarthur e la restituzione dei documenti del tribunale che si trovavano ancora nelle mani degli ufficiali del New South Wales Corps; il Corpo replicò con la richiesta di un nuovo giudice per il processo e del rilascio di Macarthur su cauzione. In risposta alle pretese del battaglione, Bligh convocò gli ufficiali nella Government House per rispondere alle accuse mosse da Atkins e informò Johnston che considerava come tradimento le azioni degli ufficiali del Corpo.
Johnston, tuttavia, decise di visitare la prigione ed emettere un ordine di liberazione di Macarthur, che una volta libero presentò una petizione in cui chiedeva a Johnston di arrestare Bligh e assumere il comando della colonia al suo posto; riguardo a questa petizione, Evans sostiene che sia stata firmata dagli ufficiali del Corpo e da altri cittadini di spicco, ma che la maggior parte delle firme sia stata probabilmente aggiunta solo dopo aver effettivamente posto il governatore Bligh agli arresti domiciliari. Johnston, dunque, si consultò con gli ufficiali ed emise un ordine in cui si annunciava che Bligh era "accusato dai rispettabili abitanti di crimini che lo rendono inadatto ad esercitare l'autorità suprema anche solo per un altro istante in questa colonia; e in quell'accusa si sono uniti tutti gli ufficiali sotto il mio comando". Johnston procedette poi a chiedere a Bligh di dimettersi e di presentarsi all'arresto.
Alle 18:00 il Corpo, indossando interamente fasce e uniformi, marciò verso il Palazzo del Governo per arrestare Bligh. La loro ricerca del governatore fu ostacolata dalla figlia di Bligh e dal suo parasole, ma presto il capitano Thomas Laycock trovò finalmente l'uomo, in piena uniforme, nascosto dietro al suo letto e intento, a detta sua, ad occultare documenti. Il ritrovamento del governatore in quella situazione fece nascere numerose accuse di codardia nei suoi confronti, anche se alcuni storici, come Michael Duffy, sostengono che egli stesse semplicemente preparando una sua fuga in modo tale da potersi riorganizzare e sventare l'insurrezione. Nel suo libro Captain Bligh's Other Mutiny, Stephen Dando-Collins concorda con questa teoria e la approfondisce sostenendo che il governatore avesse intenzione di raggiungere il fiume Hawkesbury per ottenere il supporto dei coloni della zona, estremamente favorevoli al suo governo. Nel 1808 Bligh e sua figlia furono posti agli arresti domiciliari all'interno del Palazzo del Governo, dove Bligh rifiutò di tornare in Inghilterra senza essere stato ufficialmente sollevato dal suo incarico.
Il 25 aprile 1808, Johnston prese il controllo della colonia con il grado di tenente colonnello e nominò Charles Grimes procuratore militare. Ordinò poi che Macarthur e i sei ufficiali fossero processati dal nuovo procuratore (che li giudicherà tutti non colpevoli). Macarthur fu quindi nominato segretario coloniale e di fatto incaricato di gestire gli affari della colonia. Un altro prestigioso oppositore di Bligh, l'alleato di Macarthur Thomas Jamison, fu nominato ufficiale navale della colonia e reinserito nella magistratura, privilegio che permise a lui e ai suoi colleghi legali di esaminare i documenti personali di Bligh in cerca di prove di illeciti compiuti dal governatore deposto. Nel giugno 1809 Jamison salpò per Londra per rafforzare i suoi interessi commerciali e testimoniare contro Bligh in qualsiasi procedimento legale che sarebbe potuto essere avviato contro gli artefici dell'insurrezione; tuttavia il magistrato morì a Londra all'inizio del 1811 senza avere l'opportunità di testimoniare alla corte marziale di Johnston, che non iniziò alcun processo fino a giugno di quell'anno.
Poco dopo l'arresto di Bligh, un artista sconosciuto realizzò un'opera rappresentante l'evento che verrà poi esposta a Sydney in occasione della prima mostra d'arte pubblica australiana. Il dipinto raffigura un soldato che trascina Bligh da sotto uno dei letti della servitù della Casa del Governo e altre due figure in piedi: molto probabilmente si tratta, in ordine di disposizione, di John Sutherland e Michael Marlborough, mentre si pensa che la figura più a destra possa essere il tenente William Minchin. Questo acquerello è la prima vignetta politica australiana giunta ai giorni nostri e, come tutte le vignette politiche, fa uso di caricature ed esagerazioni per trasmettere un messaggio: gli ufficiali del New South Wales Corps si consideravano gentiluomini, perciò, rappresentandolo come un codardo, la vignetta mette in evidenza la mancanza in Bligh di quel tipo di comportamento e di conseguenza la sua estraneità e incapacità di governare.
Si pensa che il dipinto possa originare da una disputa tra Bligh e il sergente maggiore Whittle sulla necessità di demolire la casa di quest'ultimo per permettere la costruzioni di miglioramenti per la città; è stato ipotizzato che Whittle potrebbe aver commissionato o realizzato egli stesso l'opera, ma, visto l'analfabetismo di Whittle, entrambe le opzioni sembrano piuttosto improbabili.

### Nomina di un nuovo governatore

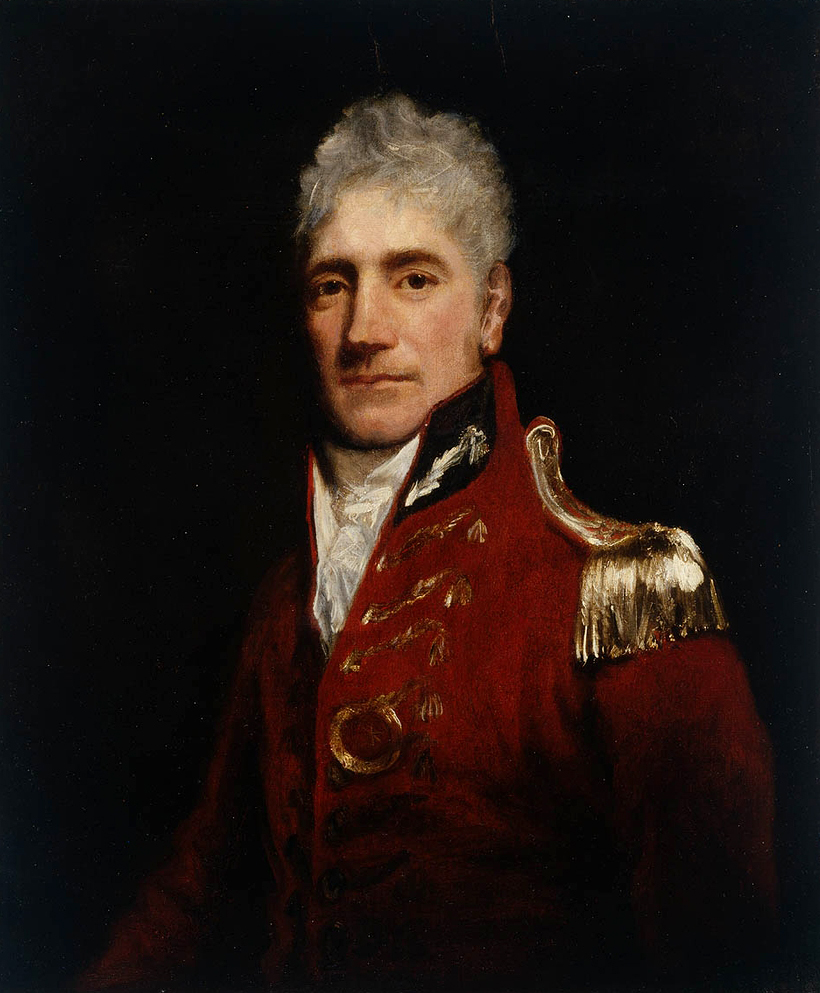
Lachlan Macquarie, primi anni dell'Ottocento

Dopo il rovesciamento di Bligh, Johnston aveva informato degli eventi il suo ufficiale superiore, il colonnello William Paterson, che si trovava nella Terra di Van Diemen (l'odierna Tasmania) nel tentativo di creare un nuovo insediamento a Port Dalrymple (oggi Launceston). Paterson era riluttante a farsi coinvolgere nell'insurrezione senza aver ricevuto chiari ordini dall'Inghilterra, e persino dopo aver appreso a marzo che il tenente colonnello Joseph Foveaux sarebbe presto tornato a Sydney con l'ordine di diventare temporaneamente tenente governatore del Nuovo Galles del Sud, decise di lasciare che Foveaux si occupasse per conto suo di affrontare la situazione.
Foveaux arrivò nel luglio 1808 e il 28 dello stesso mese, come previsto, assunse il controllo della colonia come tenente colonnello, provocandosi l'inimicizia di Macarthur. Aspettandosi una ormai prossima deliberazione dall'Inghilterra e giudicando il comportamento passato di Bligh intollerabile, Foveaux lasciò il precedente governatore agli arresti domiciliari e rivolse la sua attenzione al miglioramento delle strade, dei ponti e degli edifici pubblici della colonia, che secondo lui in quegli anni erano stati gravemente trascurati. Non avendo ancora ricevuto notizie dall'Inghilterra, convocò Paterson a Sydney nel gennaio 1809 per risolvere le ultime questioni rimaste in sospeso. Quest'ultimo inviò quindi Johnston e Macarthur in Inghilterra per essere processati e confinò Bligh in caserma fino a quando non accettò di firmare un contratto e tornarsene in Inghilterra. A questo punto, a causa delle sue condizioni di salute precarie, si ritirò nel Palazzo del Governo lasciando a Foveaux il compito di dirigere la colonia.
Nel gennaio 1809 Bligh ottenne il controllo della HMS Porpoise a condizione che tornasse in Inghilterra; tuttavia, Bligh disobbedì salpando invece verso la cittadina di Hobart, nella Terra di Van Diemen, dove sperava di ottenere il sostegno del Luogotenente Governatore David Collins nel riprendere il controllo della colonia. Collins si rifiutò di sostenerlo e su ordine di Paterson Bligh fu rinchiuso a bordo della Porpoise, ormeggiata alla foce del fiume Derwent a sud di Hobart, fino al gennaio 1810.
L'Ufficio coloniale deliberò finalmente che l'invio di ulteriori governatori navali a dirigere la colonia del Nuovo Galles del Sud era un costo insostenibile: il New South Wales Corps, ora noto come 102º reggimento di fanteria, sarebbe invece stato richiamato in Inghilterra e sostituito con il 73º reggimento di fanteria, il cui comandante avrebbe assunto la carica di governatore. Bligh sarebbe stato reintegrato per 24 ore, poi richiamato in Inghilterra, Johnston inviato in Inghilterra davanti alla corte marziale e Macarthur processato a Sydney. Il maggiore generale Lachlan Macquarie fu incaricato della missione dopo che il maggiore generale Miles Nightingall si era ammalato prima della partenza. Macquarie assunse così la carica di governatore dopo un'elaborata cerimonia il 1 gennaio 1810.

## Conseguenze
Macquarie reintegrò tutti i funzionari precedentemente licenziati da Johnston e Macarthur, sostituì l'alcolizzato Atkins con Ellis Brent (il primo avvocato professionista ad occupare un incarico pubblico in Australia) come procuratore militare, e annullò tutte le concessioni fondiarie e azionarie successive alla deposizione di Bligh, tranne, per non creare eccessivi disordini, quelle che riteneva appropriate e che avrebbero impedito eventuali ritorsioni. Quando Bligh ricevette la notizia dell'arrivo di Macquarie, salpò per Sydney, arrivando il 17 gennaio 1810, per raccogliere prove per l'imminente corte marziale di Johnston. Partì per il processo in Inghilterra il 12 maggio, arrivando il 25 ottobre 1810 a bordo dell'Hindostan.
Dopo aver ascoltato in modo informale testimonianze da entrambe le parti, le autorità governative in Inghilterra non furono convinte né dalle accuse di Macarthur e Johnston contro Bligh, né dalle lettere colme di intemperanza scritte da Bligh per denunciare la condotta inaccettabile di alcune delle personalità più importanti della colonia. Johnston fu dichiarato colpevole e licenziato (la pena più bassa possibile per quel genere di infrazione), quindi lasciato libero di tornare come libero cittadino nella sua tenuta Annandale a Sydney. Macarthur non fu processato ma, per punire il suo rifiuto di ammettere la propria cattiva condotta, impossibilitato legalmente a tornare nel Nuovo Galles del Sud fino al 1817.
La promozione di Bligh a contrammiraglio fu trattenuta fino alla fine del processo a Johnston: successivamente fu retrodatata al 31 luglio 1810 e Bligh assunse una posizione che gli era stata riservata. Continuò la sua carriera navale nell'Ammiragliato, senza comando, e morì di cancro nel 1817.
Macquarie era rimasto colpito dall'amministrazione di Foveaux e, non riuscendo a pensare a nessuno di più adatto, lo aveva proposto come possibile successore di Collins come Luogotenente Governatore della Tasmania e difeso le decisioni intraprese riguardo a Bligh (in quanto, secondo lui, non aveva avuto altra scelta). Tuttavia, le parole di Macquarie non bastarono e quando Foveaux tornò in Inghilterra nel 1810 fu processato dalla corte marziale per aver acconsentito alla deposizione e detenzione forzata di Bligh. Foveaux fu ripreso in servizio attivo nel 1811 e promosso tenente colonnello del 1º reggimento di fanteria leggera greca. In seguito agli eventi della ribellione, perseguì una carriera militare tranquilla, riuscendo a salire di grado fino a diventare tenente generale.

## Cause
Michael Duffy, giornalista australiano, nel 2006 scrive:
In sostanza è stato il culmine di una lunga lotta per il potere tra il governo e gli imprenditori privati, una lotta per il futuro e la natura della colonia. I primi governatori volevano mantenere il Nuovo Galles del Sud una prigione aperta su larga scala, con un'economia primitiva basata su ex detenuti yeoman e comandata da un governo autocratico.
Duffy continua dicendo che la ribellione all'epoca, nonostante la denominazione odierna, non era considerata come un evento riguardante il rum:
... quasi nessuno al momento della ribellione pensava che si trattasse di rum. Bligh ha provato brevemente a dipingerla in quel modo, per diffamare i suoi avversari, ma non aveva le prove per farlo e ha lasciato perdere.
Molti anni dopo, nel 1855, un quacchero inglese di nome William Howitt pubblicò una popolare storia dell'Australia. Come molti astemi, era solito incolpare l'alcol per tutti i problemi del mondo: così Howitt ha preso le parti di Bligh e ha inventato il soprannome 'Rum Rebellion', che da allora è rimasto.
La sua Biography of Early Australia definisce le lamentele di Macarthur ridicole e cita Evatt dicendo che legalmente Macarthur era colpevole di due delle tre accuse mosse contro di lui, inclusa la sedizione. Entrambi gli autori ritengono che Bligh fosse del tutto giustificato nelle sue azioni in quanto autorità legittima, mentre Duffy aggiunge che se Johnston si fosse presentato quando fu convocato il 25 gennaio, la ribellione del rum probabilmente non sarebbe mai avvenuta.

## Nella cultura popolare
- Nel 1951 è stato annunciato che il produttore cinematografico Carey Wilson stava analizzando una sceneggiatura sulla ribellione chiamata Rum Rebellion per lo studio di Hollywood MGM[23]
- È stata il tema della serie TV australiana del 1960 Stormy Petrel
- La band folk punk australiana Mutiny ha incluso una canzone sulla ribellione e sul precedente ammutinamento del Bounty chiamata "Bligh" nel suo album di debutto del 1997 Rum Rebellion
- Il libro Tongues of Serpents della serie Temeraire vede i protagonisti visitare l'Australia durante la ribellione del rum. In questa saga di storia alternativa, i personaggi principali arrivano in Australia per assistere agli eventi della ribellione e incontrano sia il governatore Bligh che Macarthur, che entrambi consigliano loro di stare fuori dalla lotta. Nella conclusione del romanzo, Macarthur viene reintegrato come governatore invece di Macquarie.
- La miniserie TV Against the Wind include eventi relativi alla ribellione del rum nell'episodio 12.